# Lepidostoma denningi
Lepidostoma denningi is een schietmot uit de familie Lepidostomatidae. De soort komt voor in het Neotropisch gebied.